# Lycée français Anna-de-Noailles
Le lycée français Anna-de-Noailles (roumain : Liceul Francez „Anna de Noailles” din București) est un lycée français situé à Bucarest, en Roumanie.

## Histoire
Le lycée français de Bucarest est fondé vers 1920 par l'Union des Français de Roumanie. Il est fermé par les autorités communistes en 1949, puis existe comme école d'ambassade, interdite aux Roumains. En 1960, il rouvre sous sa forme actuelle.
À partir de 2013, 39 % des élèves sont roumains.
En 1920 a été fondée à Bucarest par l'Union des Français de Roumanie seulement une école primaire. Le lycée d'enseignement secondaire a été créé en 1940 sous le nom de « lycée français de Bucarest » par Georges Dementhon à la suite d'un accord intergouvernemental peu auparavant. Ce lycée a été fermé en 1948 par les autorités communistes[réf. nécessaire].
Une plaque rappelant cet événement a été apposée dans le lycée en 2011 au cours d'une cérémonie présidée par l'ambassadeur de France[réf. nécessaire].
Parmi ses anciens élèves figurent notamment Pierre Hassner et Henry Chapier[réf. nécessaire].

## Organisation
Le lycée accueille environ 1 000  élèves de la maternelle à la terminale. Il est homologué par le Ministère français de l’éducation nationale et est lié par convention à l’Agence pour l’enseignement français à l’étranger (AEFE) qui lui apporte à ce titre un appui technique et pédagogique.